# Trégunc
Trégunc je francouzská obec v departementu Finistère v Bretani.

## Podnebí
Průměrná roční teplota je 12 °C (min 3,5 °C - max 22,5 °C). Srážky 900 až 1000 mm ročně, vítr převážně jihozápadní.

## Vývoj počtu obyvatel
Počet obyvatel

## Ekonomika
Hlavní výrobním odvětvím je zemědělství. Kolem 50 farem obhospodařuje 2 581 hektarů půdy. Zaměřují se především na produkci mléka. Město má také, díky blízkosti pobřeží, zisky z turismu.

## Historické památky
- neogotický kostel svatého Marka
- kaple Sainte Élisabeth
- kaple svatého Philiberta